# Collégiale de l'Épiphanie d'Oriol

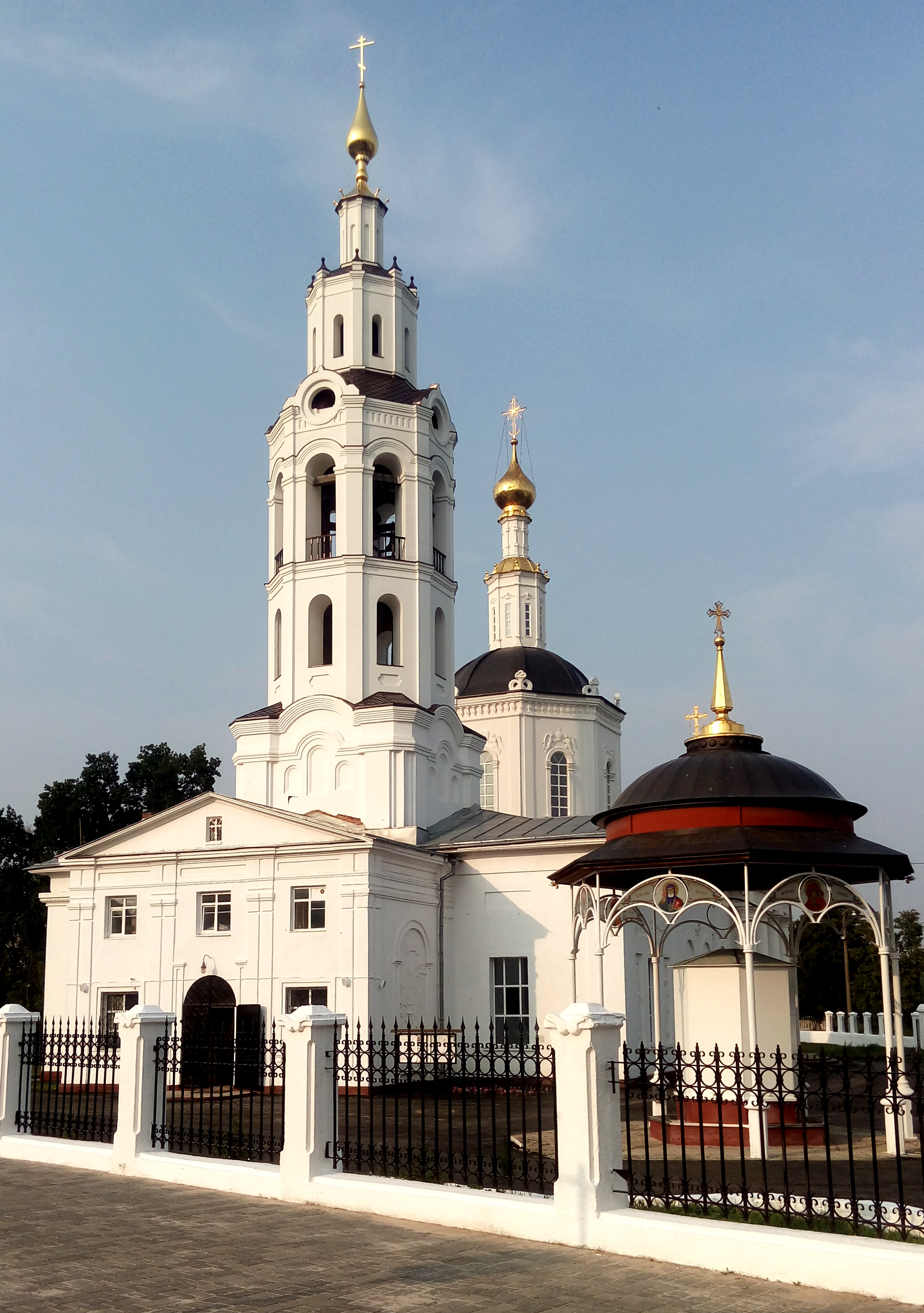
Vue de l'église en 2016.

L'église collégiale de l'Épiphanie (Богоявле́нский собо́р) est une église orthodoxe située à Oriol en Russie. Elle dépend de l'éparchie d'Oriol et se trouve au bord de la rivière Orlik près de la passerelle piétonne, non loin de là où l'Orlik se jette dans l'Oka. 
Cette église est la seule à avoir été conservée à cet endroit, dans le cœur historique de la ville où se trouvait autrefois la forteresse d'Oriol. Au xviiie siècle et au xxe siècle, grâce à son clocher, c'était l'édifice le plus élevé de la ville.

## Histoire

### Église de bois
Une première église de bois est construite entre 1641 et 1646, après qu'en 1636 un oukaze du tzar Michel ordonne la reconstruction de la ville qui avait été incendiée par les Lituaniens et les Polonais pendant les Temps des troubles trois fois dans les dernières décennies.
Peu après une petite église dédiée à saint Boris et à saint Gleb est construite à côté, et autour des deux églises, le monastère d'hommes de l'Épiphanie, que les sources écrites mentionnent dès 1655. Après un incendie en 1680, le monastère est transféré plus haut au bord de l'Oka à plus d'une verste, gardant son nom d'origine, puis rebaptisé monastère de l'Assomption.

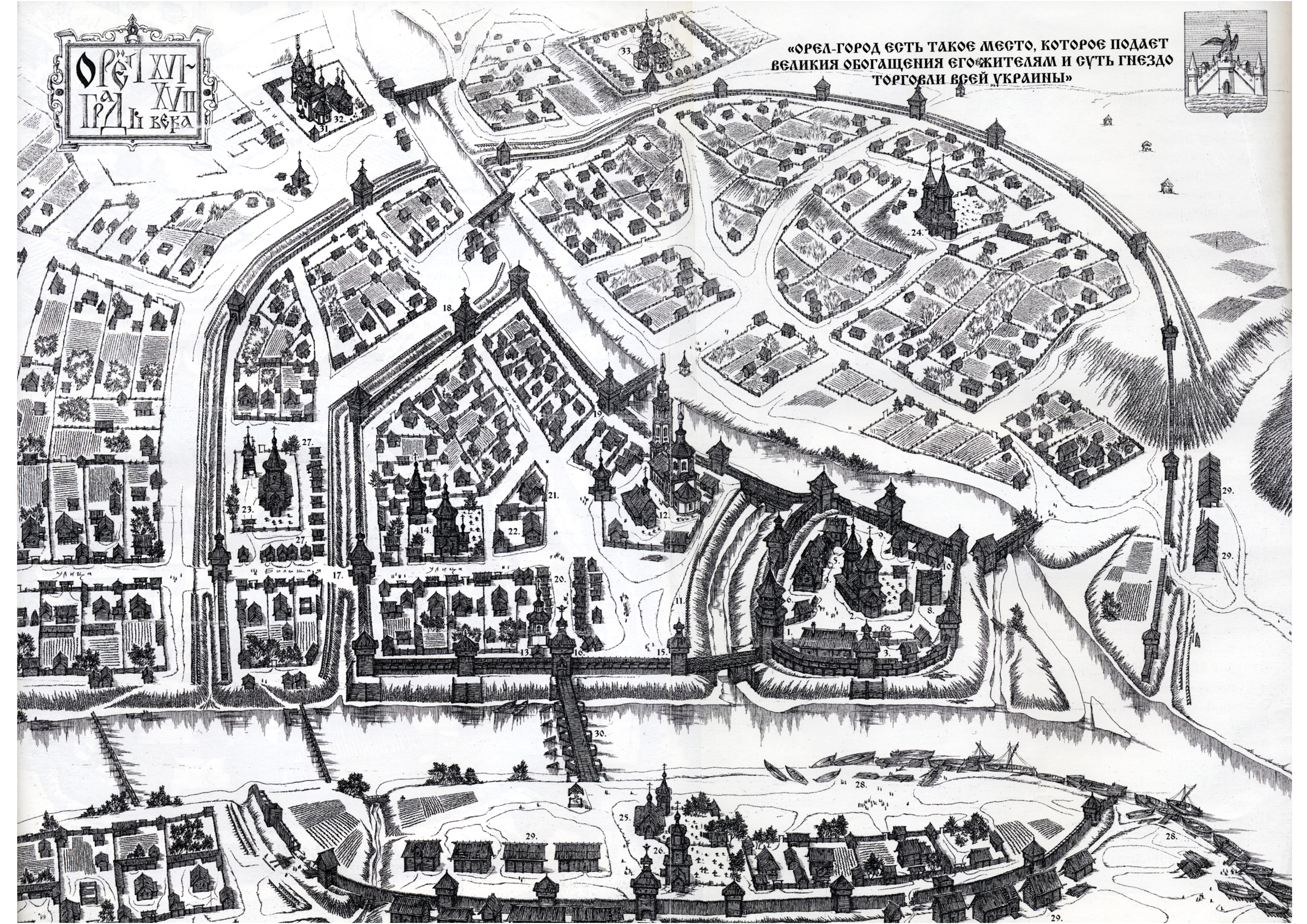
Plan de la ville (1702).

### Église de pierre de style baroque
Une nouvelle église de pierre est bâtie dans les années 1700-1710 dans le style baroque Narychkine. Elle est terminée avant la parution de l'oukaze de Pierre le Grand de 1714 interdisant la construction d'édifices en pierre pour réserver les travaux des tailleurs de pierre et maçons à la construction de sa nouvelle capitale, Saint-Pétersbourg.

### Agrandissement et éléments néoclassiques
En 1837, l'église est réaménagée et agrandie: le clocher et la coupole gardent leur aspect baroque, mais des murs, un nouvel autel, ainsi qu'un portique de style néoclassique sont édifiés, de même que des nouvelles absides massives. L'édifice tel qu'on le voit alors mélange le baroque et le classique.

### Reconstruction du clocher en style néorusse

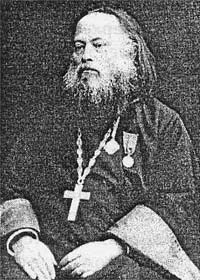
Ilya Livanski, curé de l'église de l'Épiphanie à partir de 1903 et historien local.

Le clocher est détruit en 1900 pour construire entre 1908 et 1912 un nouveau clocher de style néorusse en vogue à cette époque. Désormais, l'église mélange trois styles : baroque avec le tambour et la coupole de l'église, ainsi que l'iconostase ; néoclassique avec les murs, les portiques et les frontons ; enfin néorusse avec le clocher et les absides. 

### Démolition partielle et fermeture
Après la révolution, l'église est touchée surtout en pleine guerre civile par des campagnes d'athéisme et d'iconoclasme. En 1922, ses biens cultuels sont inventoriés pour être confisqués ; mais en 1923, elle ne fait pas partie de la liste des dix-sept églises de la ville que les autorités communistes font fermer.
Au plus fort de la répression stalinienne en 1937, l'église est cette fois-ci fermée pour en faire un musée antireligieux moquant la foi et l'histoire du christianisme. Le nouveau clocher et la clôture sont démolis en 1939. Après l'occupation de la ville par l'armée allemande en octobre 1941, les anciens paroissiens demandent aux nouvelles autorités d'occupation de rétablir le culte en ville; permission qu'accorde le commandant Adolf Hamann pour pacifier une partie de la population et la première à être rendue au culte est l'église de l'Épiphanie (fermée que quelques années plus tôt en 1937). Lorsque la ville est libérée par l'Armée rouge en août 1943, l'église reste ouverte (à l'inverse d'autres qui sont fermées) et les reliques de saint Tikhon de Zadonsk qu'elle abrite depuis 1937 sont visitées par de nombreux croyants des environs. L'église a le statut alors d'église cathédrale.
Les autorités de préservation du patrimoine placent l'église sur la liste des monuments à protéger en 1945. Mais l'ère Khrouchtchev lance une nouvelle campagne d'athéisme. Les reliques de saint Tikhon de Zadonsk sont transférées dans un placard du musée régional en 1961. Le 25 mai 1962, c'est l'église de la Mère-de-Dieu d'Akhtyrka qui devient la nouvelle cathédrale et le 27 juin 1962 l'église de l'Épiphanie est de nouveau fermée. 
On y installe en 1964 un théâtre de marionnettes. Les croix extérieures et la décoration intérieure sont détruites. Un enduit recouvre les fresques du xixe siècle.

### Renaissance

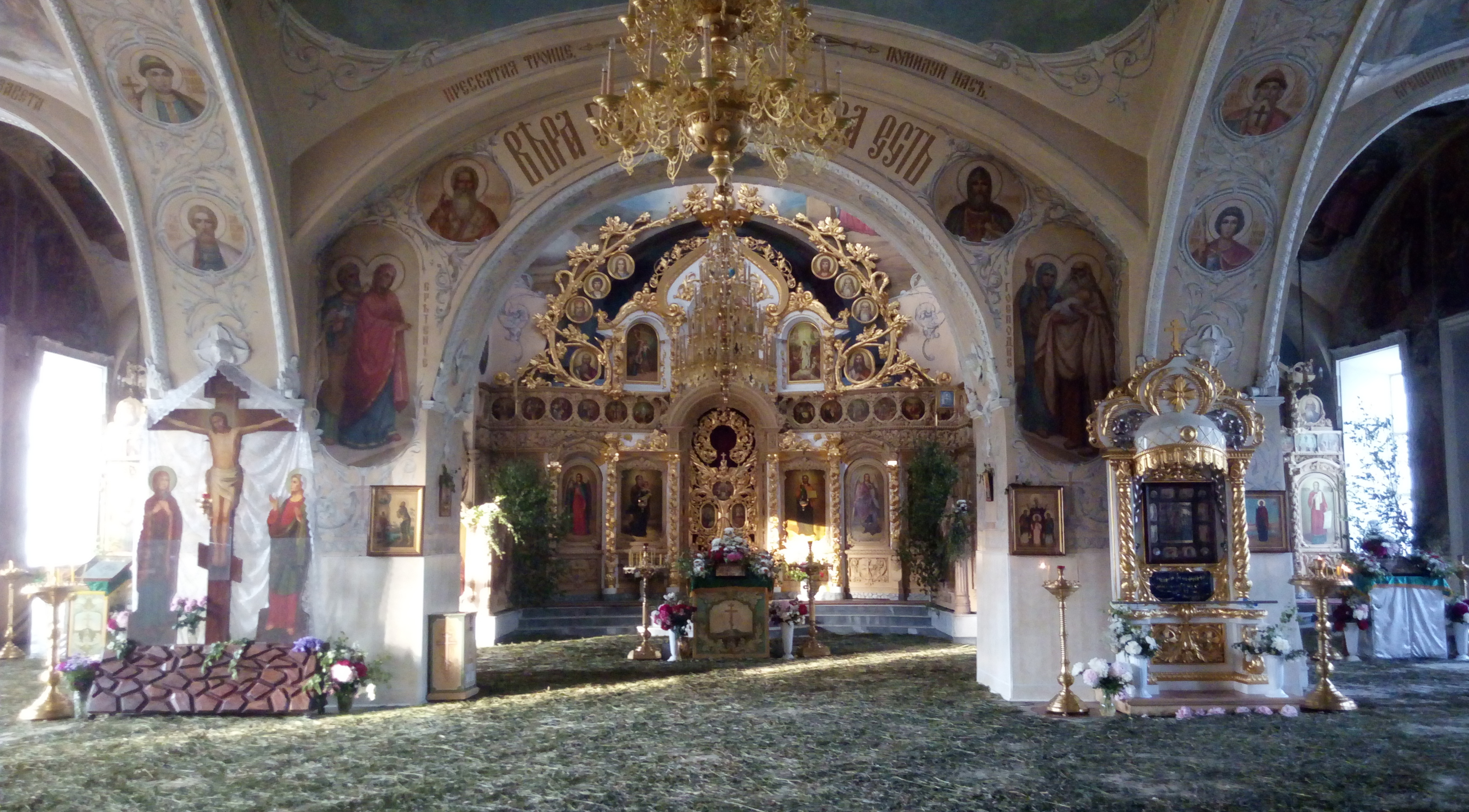
Intérieur de l'église.

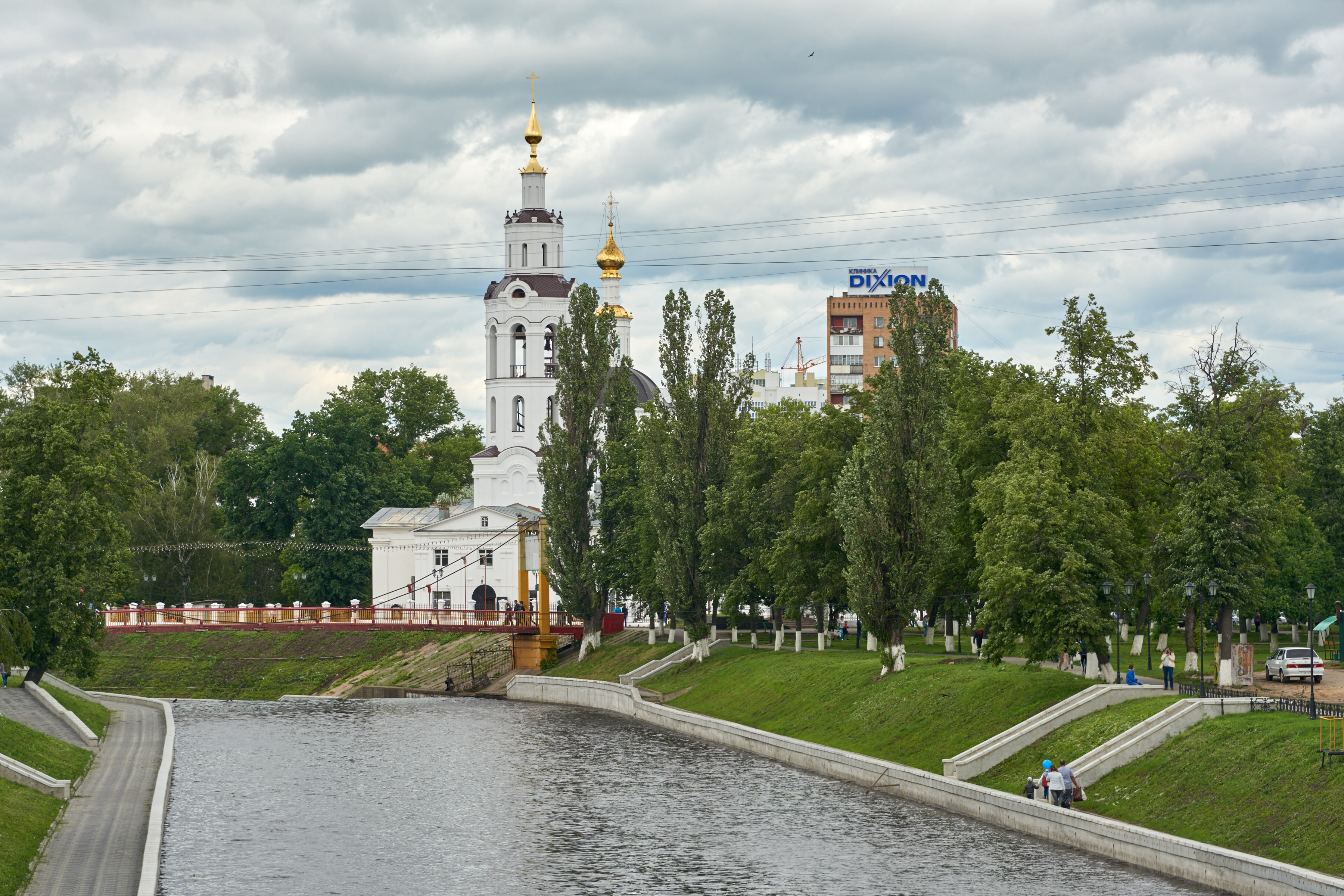
Vue des bords de l'Orlik.

Après la chute du communisme et l'effondrement de l'URSS, les rapports entre l'Église et le nouvel État se normalisent. En 1994, la collégiale revient à l'Église orthodoxe russe et la paroisse est enregistrée. Le nouveau curé Vladimir Doroch mobilise ses paroissiens pour restaurer l'église. Les travaux durent une vingtaine d'années.
Le 6 avril 1996, l'évêque d'Oriol Païssios (pl) consacre l'autel principal et les célébrations liturgiques reprennent. Au milieu des années 2000, les fresques de l'église sont restaurées.
C'est en 2008 que commencent les travaux pour ériger le clocher, mais cette fois-ci dans le style qu'il avait avant 1900. Les premières cloches sont bénites en 2009 et l'ensemble en 2013.
Les cloches sonnent pour la première fois en mars 2014 depuis l'interdiction faite par Lénine et le départ en 1919 des armées blanches d'Oriol.
La coupole et sa croix sont terminées le 24 mai 2014. À la fin de l'année 2015, le clocher est terminé. L'église retrouve son aspect de toujours.

## Source de la traduction
- (ru) Cet article est partiellement ou en totalité issu de l’article de Wikipédia en russe intitulé « Богоявленский собор (Орёл) » (voir la liste des auteurs).